# Monte Legnone
Il Monte Legnone è una montagna delle Alpi alta 2.610 m s.l.m., la cima più alta della provincia di Lecco e del settore più occidentale delle Alpi Orobie. La vetta del Legnone si eleva a punto tale da essere chiaramente visibile da Milano e dalla Brianza.

## Descrizione
Già citato come Lineone in un documento risalente all'anno 879, il monte Legnone si presenta alla forma piramidale con linee regolari. Il monte rappresenta il poderoso pilastro d'angolo tra il bacino del Lago di Como e la Valtellina, separando quest'ultima dalla Valvarrone, solco vallivo adiacente alla Valsassina.
Non risulta alpinisticamente molto interessante, dacché formata su tutti i suoi versanti soprattutto da sfasciumi ad eccezione del versante nord, che sprofonda per quasi 2.500 metri sulla piana di Delebio, peraltro in modo piuttosto irregolare e senza una vera e propria parete rocciosa. È però assai frequentato dagli escursionisti, anche perché la vetta offre in assoluto uno dei migliori panorami della Alpi Centrali, non avendo alcuna sommità di simile altitudine nelle vicinanze (ha un isolamento di 16 km) e protendendosi sul lago e sulla bassa Valtellina tanto da restare isolata rispetto alla cresta orobica di cui è parte.
Nel massiccio del Legnone è presente un piccolo glacionevato, un nevaio perenne a 2360m di altitudine chiamato Nevaio del Colombano. Ad Ovest del massiccio si eleva una cima secondaria, posta ad occidente della vetta principale, che prende il nome di Legnoncino (1.711 m).

## Rifugi
Sui fianchi del Legnone si trovano i seguenti rifugi:
- il rifugio Roccoli Lorla (1463 m), nella località omonima, tra Legnone e Legnoncino, raggiungibile in automobile da Dervio, di proprietà del CAI Dervio;
- il Rifugio Griera (1734 m), in località omonima, raggiungibile a piedi, in Mountain Bike o (muniti di permesso) in jeep da Pagnona, di proprietà del Comune di Pagnona;
- il rifugio Alpe Scoggione (1575 m), sul lungo crestone nord della montagna, raggiungibile da Colico, località Rusico (900 m), di proprietà del CAI Colico;
- il rifugio Alpe Legnone (1696 m), sul lungo crestone nord-est della montagna, raggiungibile da Delebio, centrale idroelettrica (230 m), di proprietà della Azienda Regionale Foreste di Morbegno.

## Itinerari
La via normale di salita, abbastanza facile, è sul versante della Val Varrone, ha inizio dal rifugio Roccoli Lorla e sale quindi lungo il crestone ovest. Alcuni passaggi presso la cima sono attrezzati con corde fisse per agevolare la salita.
Un altro itinerario percorre la facile cresta sud-est, con partenza dai rifugi Alpe Scoggione o Alpe Legnone. La cresta si raggiunge alla Bocchetta alta del Legnone (2395 m), sullo spartiacque orobico, per una strada militare. Essa presenta alcuni interessanti manufatti di trincea risalenti alla prima guerra mondiale, parte di una seconda linea difensiva italiana che sarebbe diventata "prima" in caso di sfondamento della linea di combattimento attestata sui monti del gruppo Ortles-Cevedale.
Itinerari segnalati più impegnativi risalgono direttamente dal rifugio Alpe Scoggione. La Direttissima comporta il superamento di brevi passaggi di arrampicata fino al III grado.
È meglio evitare di salirvi durante i temporali perché, forse a causa del sottosuolo o dei molti larici presenti, si scaricano parecchi fulmini, che negli anni hanno provocato il ferimento di persone e la morte di alcuni animali.

## Il Legnone nella cultura di massa
Secondo una tradizione del Lago di Como, osservando la vetta del Monte Legnone, è possibile capire l'evolvere del tempo meteorologico infatti in dialetto lecchese un antico detto recita: 
 Di contro un altro detto (meno convinto delle capacità meteorologico-divinatorie del monte) recita:

## Galleria d'immagini

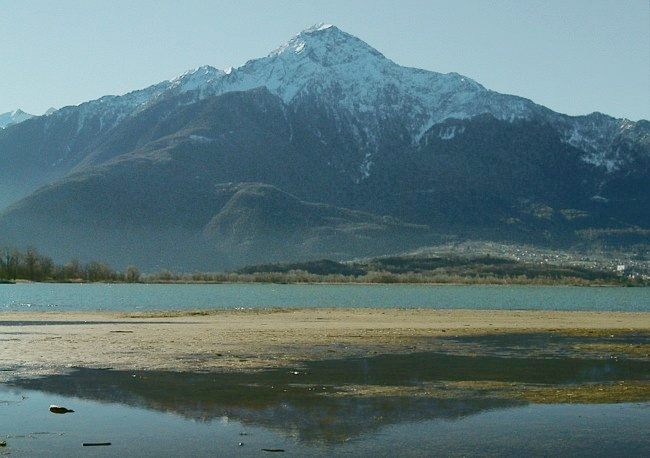
Il Legnone da Gera Lario
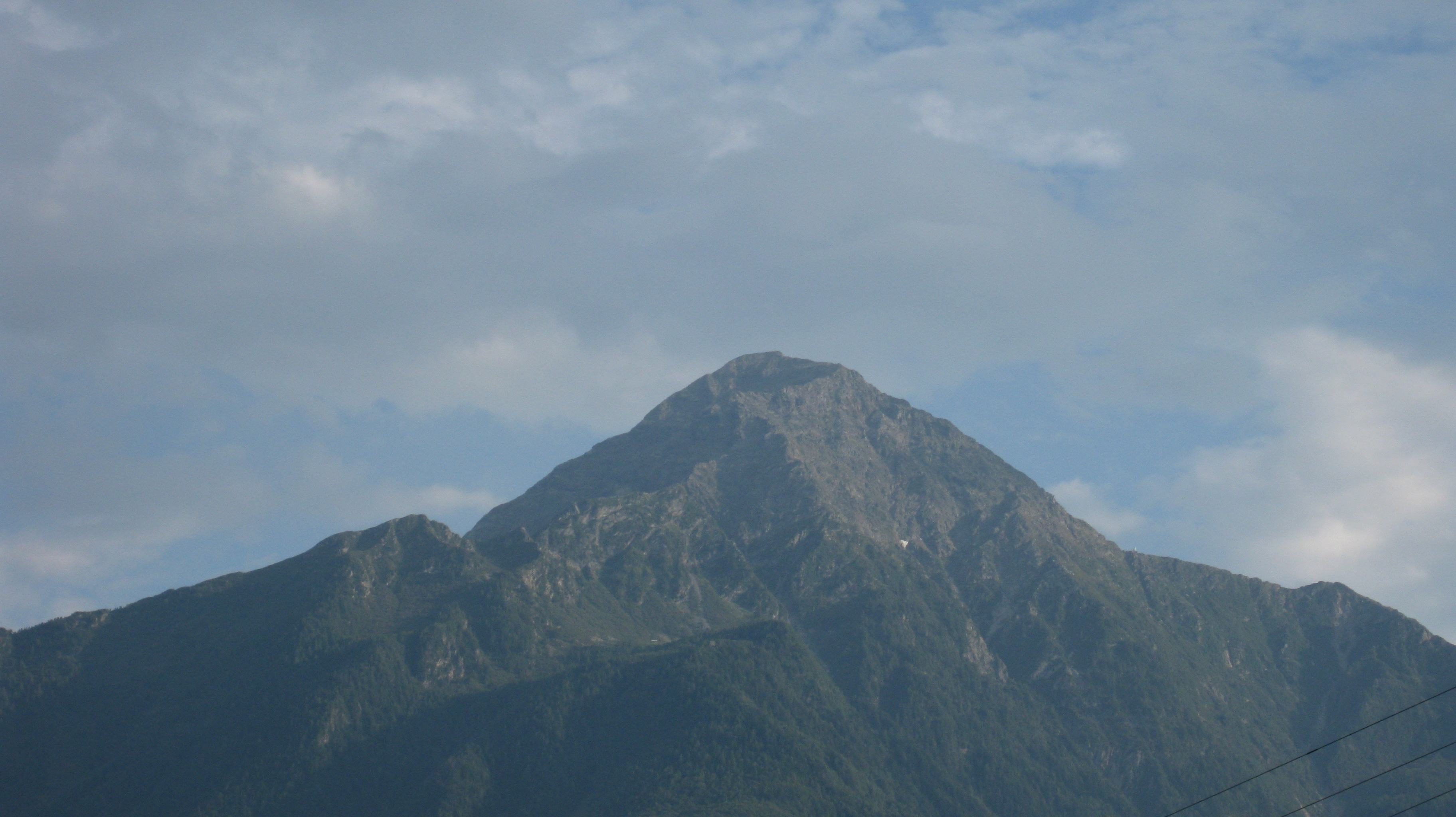
La vetta vista da Domaso
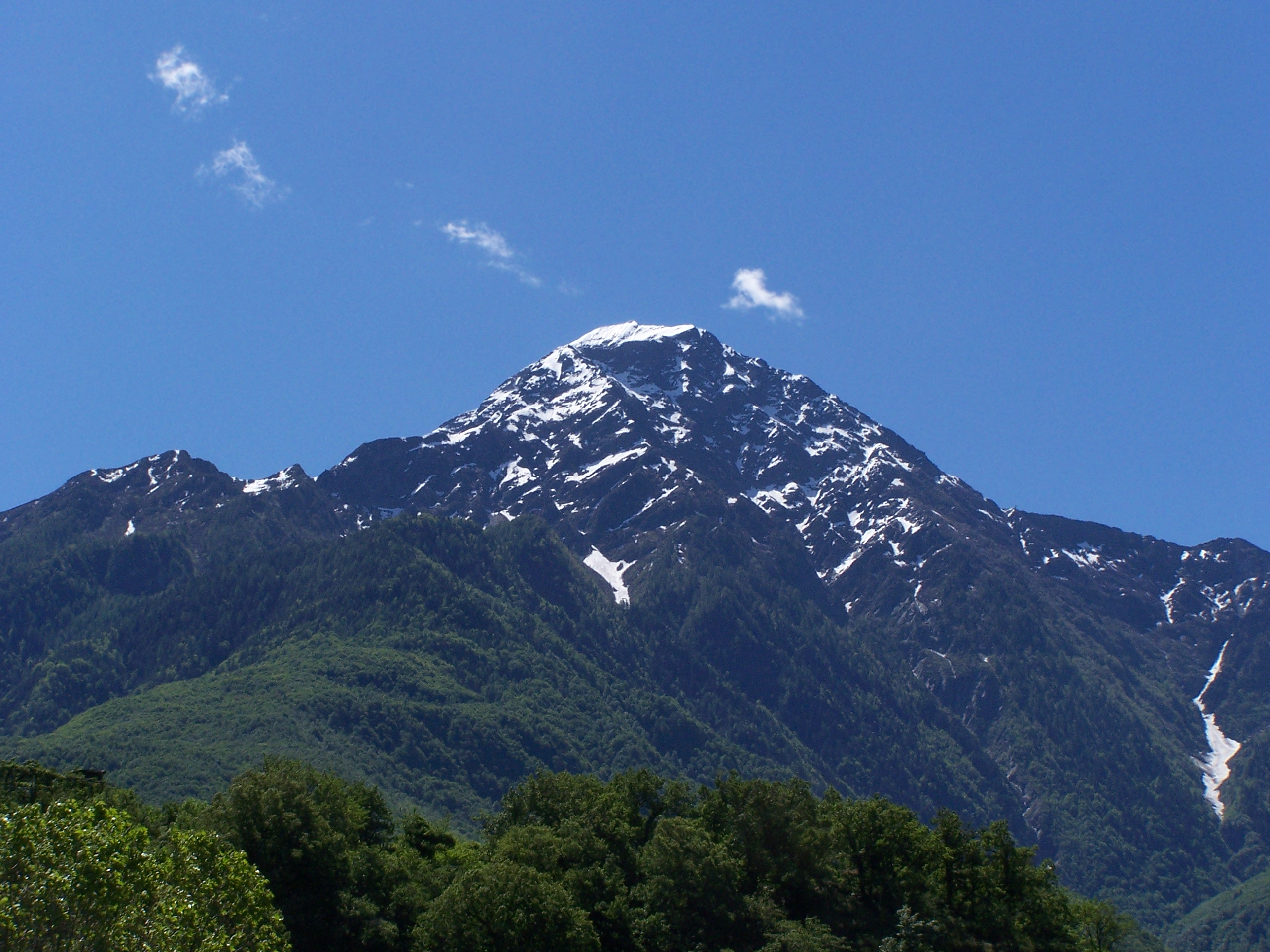
La parete nord del Legnone
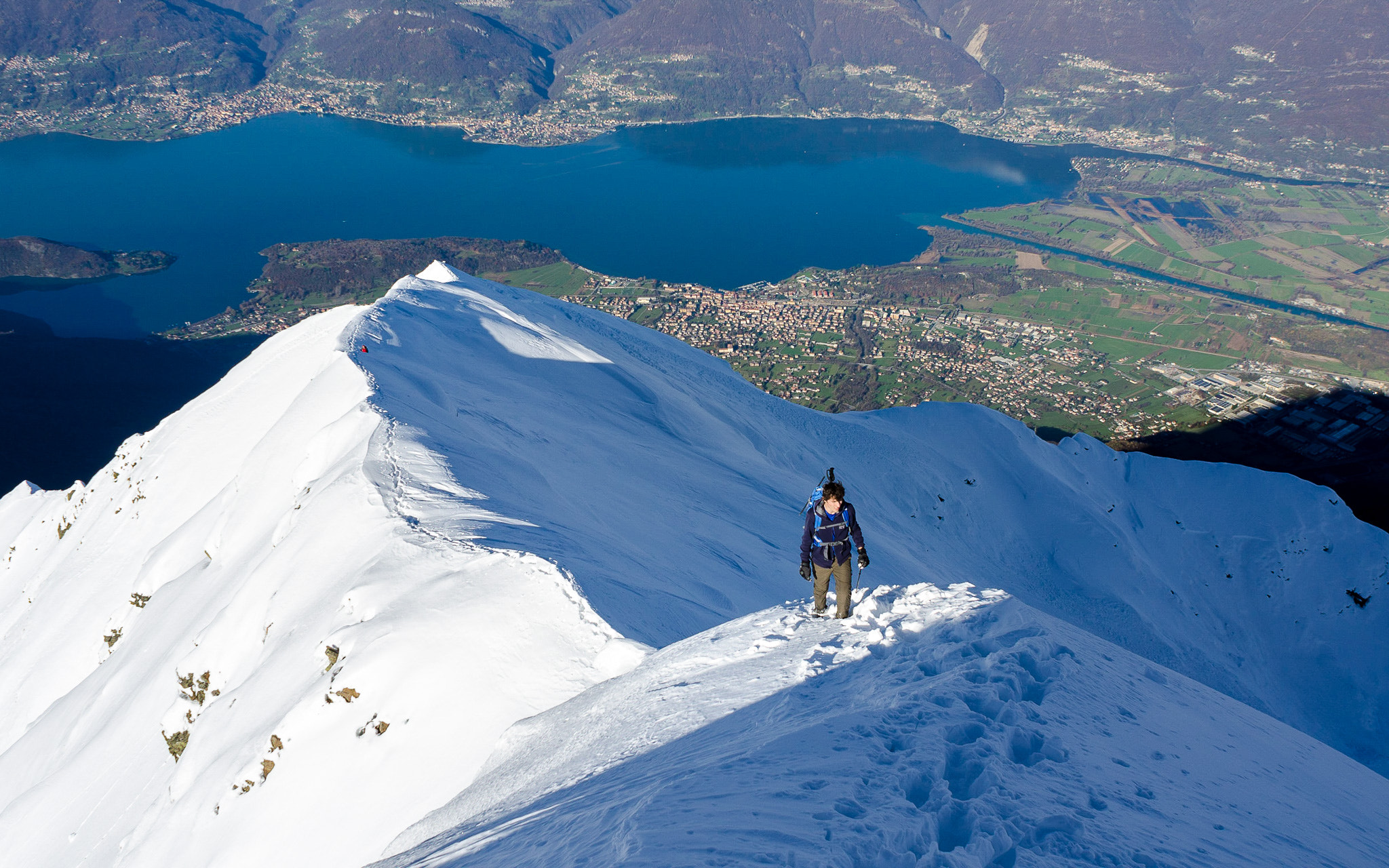
La cresta che porta alla cima del Legnone innevata, nel gennaio 2019